# Avetheropoda
Avetheropoda — група ящеротазових тероподних динозаврів клади Тетанури (Tetanurae). Група включає останнього спільного предка алозавра (Allosaurus) і горобця хатнього (Passer domesticus) та всіх його нащадків. Група виникла у юрі з появою перших представників Carnosauria, пережила крейдяно-палеогенове вимирання та представлена сьогодні класом Птахи (Aves).